# National Hockey League 1978-1979
La stagione 1978-1979 è stata la 62ª edizione della National Hockey League. La stagione regolare iniziò l'11 ottobre 1978 e si concluse l'8 aprile 1979, mentre i playoff della Stanley Cup terminarono il 10 maggio 1979. Per la prima volta dal 1966 non fu organizzato l'NHL All-Star Game, sostituito dalla Challenge Cup giocata presso il Madison Square Garden di New York fra l'All-Star Team della NHL e la nazionale dell'Unione Sovietica. I Montreal Canadiens sconfissero i New York Rangers nella finale di Stanley Cup per 4-1, conquistando il quarto titolo consecutivo, il ventiduesimo nella storia della franchigia canadese.
Per la prima volta dalla stagione 1941-1942 vi fu una riduzione del numero delle franchigie iscritte alla National Hockey League dopo lo scioglimento dei Brooklyn Americans. Per paura che entrambe le squadre potessero sciogliersi la lega approvò nel 1978 la fusione dei Cleveland Barons, afflitti da una serie di problemi finanziari, con la squadra dei Minnesota North Stars riducendo così il numero di squadre a diciassette. La formazione dopo la fusione mantenne la denominazione Minnesota North Stars, tuttavia prese il posto dei Barons nella Adams Division.
La riduzione fu temporanea, infatti proseguivano le negoziazioni fra la lega e la World Hockey Association per poter acquisire alcune fra le sue formazioni, le quattro che si unirono alla NHL nella stagione successiva. Questa fu l'ultima stagione prima di quella 2005-2006 nella quale i St. Louis Blues mancarono l'accesso ai playoff.

## Squadre partecipanti
- Atlanta Flames
- Boston Bruins
- Buffalo Sabres
- Chicago Blackhawks
- Colorado Rockies
- Detroit Red Wings
- Los Angeles Kings
- Minnesota North Stars
- Montreal Canadiens

- New York Islanders
- New York Rangers
- Philadelphia Flyers
- Pittsburgh Penguins
- St. Louis Blues
- Toronto Maple Leafs
- Vancouver Canucks
- Washington Capitals

## Pre-season

### NHL Amateur Draft
L'Amateur Draft si tenne il 15 giugno 1978 presso il Queen Elizabeth Hotel di Montréal, in Québec. I Minnesota North Stars nominarono come prima scelta assoluta il centro canadese Bobby Smith. Altri giocatori rilevanti all'esordio in NHL furono Ryan Walter, Wayne Babych, Behn Wilson e Willie Huber.

## Stagione regolare

### Classifiche
= Qualificata per i playoff,       = Vincitore del Prince of Wales Trophy,       = Vincitore del Clarence S. Campbell Bowl, ( ) = Posizione nei playoff

#### Prince of Wales Conference
Adams Division
|    |                            | PG | V  | S  | N  | GF  | GS  | PT  |
| -- | -------------------------- | -- | -- | -- | -- | --- | --- | --- |
| 1. | Boston Bruins (3)          | 80 | 43 | 23 | 14 | 316 | 270 | 100 |
| 2. | Buffalo Sabres (7)         | 80 | 36 | 28 | 16 | 280 | 263 | 88  |
| 3. | Toronto Maple Leafs (9)    | 80 | 34 | 33 | 13 | 267 | 252 | 81  |
| 4. | Minnesota North Stars (11) | 80 | 28 | 40 | 12 | 257 | 289 | 68  |

Norris Division
|    |                         | PG | V  | S  | N  | GF  | GS  | PT  |
| -- | ----------------------- | -- | -- | -- | -- | --- | --- | --- |
| 1. | Montreal Canadiens (2)  | 80 | 52 | 17 | 11 | 337 | 204 | 115 |
| 2. | Pittsburgh Penguins (8) | 80 | 36 | 31 | 13 | 281 | 279 | 85  |
| 3. | Los Angeles Kings (10)  | 80 | 34 | 34 | 12 | 292 | 286 | 80  |
| 4. | Washington Capitals     | 80 | 24 | 41 | 15 | 273 | 338 | 63  |
| 5. | Detroit Red Wings       | 80 | 23 | 41 | 16 | 252 | 295 | 62  |

#### Clarence Campbell Conference
Patrick Division
|    |                         | PG | V  | S  | N  | GF  | GS  | PT  |
| -- | ----------------------- | -- | -- | -- | -- | --- | --- | --- |
| 1. | New York Islanders (1)  | 80 | 51 | 15 | 14 | 358 | 214 | 116 |
| 2. | Philadelphia Flyers (4) | 80 | 40 | 25 | 15 | 281 | 248 | 95  |
| 3. | New York Rangers (5)    | 80 | 40 | 29 | 11 | 316 | 292 | 91  |
| 4. | Atlanta Flames (6)      | 80 | 41 | 31 | 8  | 327 | 280 | 90  |

Smythe Division
|    |                         | PG | V  | S  | N  | GF  | GS  | PT |
| -- | ----------------------- | -- | -- | -- | -- | --- | --- | -- |
| 1. | Chicago Blackhawks (11) | 80 | 29 | 36 | 15 | 244 | 277 | 73 |
| 2. | Vancouver Canucks (12)  | 80 | 25 | 42 | 13 | 217 | 291 | 63 |
| 3. | St. Louis Blues         | 80 | 18 | 50 | 12 | 249 | 348 | 48 |
| 4. | Colorado Rockies        | 80 | 15 | 53 | 12 | 210 | 331 | 42 |

### Statistiche

#### Classifica marcatori
La seguente lista elenca i migliori marcatori al termine della stagione regolare.

| Giocatore      | Squadra            | PG | G  | A  | Pt  | +/- | MP  |
| -------------- | ------------------ | -- | -- | -- | --- | --- | --- |
| Bryan Trottier | New York Islanders | 76 | 47 | 87 | 134 | +76 | 50  |
| Marcel Dionne  | Los Angeles Kings  | 80 | 59 | 71 | 130 | +23 | 30  |
| Guy Lafleur    | Montreal Canadiens | 80 | 52 | 77 | 129 | +56 | 28  |
| Mike Bossy     | New York Islanders | 80 | 69 | 57 | 126 | +63 | 25  |
| Bob MacMillan  | Atlanta Flames     | 79 | 37 | 71 | 108 | +34 | 14  |
| Guy Chouinard  | Atlanta Flames     | 80 | 50 | 57 | 107 | +23 | 14  |
| Denis Potvin   | New York Islanders | 73 | 31 | 70 | 101 | +71 | 58  |
| Bernie Federko | St. Louis Blues    | 74 | 31 | 64 | 95  | -15 | 14  |
| Dave Taylor    | Los Angeles Kings  | 78 | 43 | 48 | 91  | +27 | 124 |
| Clark Gillies  | New York Islanders | 75 | 35 | 56 | 91  | +57 | 68  |

#### Classifica portieri
La seguente lista elenca i migliori portieri al termine della stagione regolare.

| Giocatore      | Squadra             | PG | Min  | V  | S  | P  | GS  | SO | MGS  |
| -------------- | ------------------- | -- | ---- | -- | -- | -- | --- | -- | ---- |
| Ken Dryden     | Montreal Canadiens  | 47 | 2814 | 30 | 10 | 7  | 108 | 5  | 2.30 |
| Chico Resch    | New York Islanders  | 43 | 2539 | 26 | 7  | 10 | 106 | 2  | 2.50 |
| Bernie Parent  | Philadelphia Flyers | 36 | 1979 | 16 | 12 | 7  | 89  | 4  | 2.70 |
| Michel Laroque | Montreal Canadiens  | 34 | 1986 | 16 | 12 | 7  | 89  | 4  | 2.84 |
| Billy Smith    | New York Islanders  | 40 | 2261 | 25 | 8  | 4  | 108 | 1  | 2.87 |
| Mike Palmateer | Toronto Maple Leafs | 58 | 3396 | 26 | 21 | 10 | 167 | 4  | 2.95 |
| Don Edwards    | Buffalo Sabres      | 54 | 3396 | 26 | 18 | 9  | 159 | 2  | 3.02 |
| Mario Lessard  | Los Angeles Kings   | 49 | 2860 | 23 | 15 | 10 | 148 | 4  | 3.10 |
| Glen Hanlon    | Vancouver Canucks   | 31 | 1821 | 12 | 13 | 5  | 94  | 3  | 3.10 |
| Gerry Cheevers | Boston Bruins       | 43 | 2509 | 23 | 9  | 10 | 132 | 1  | 3.16 |

## Playoff

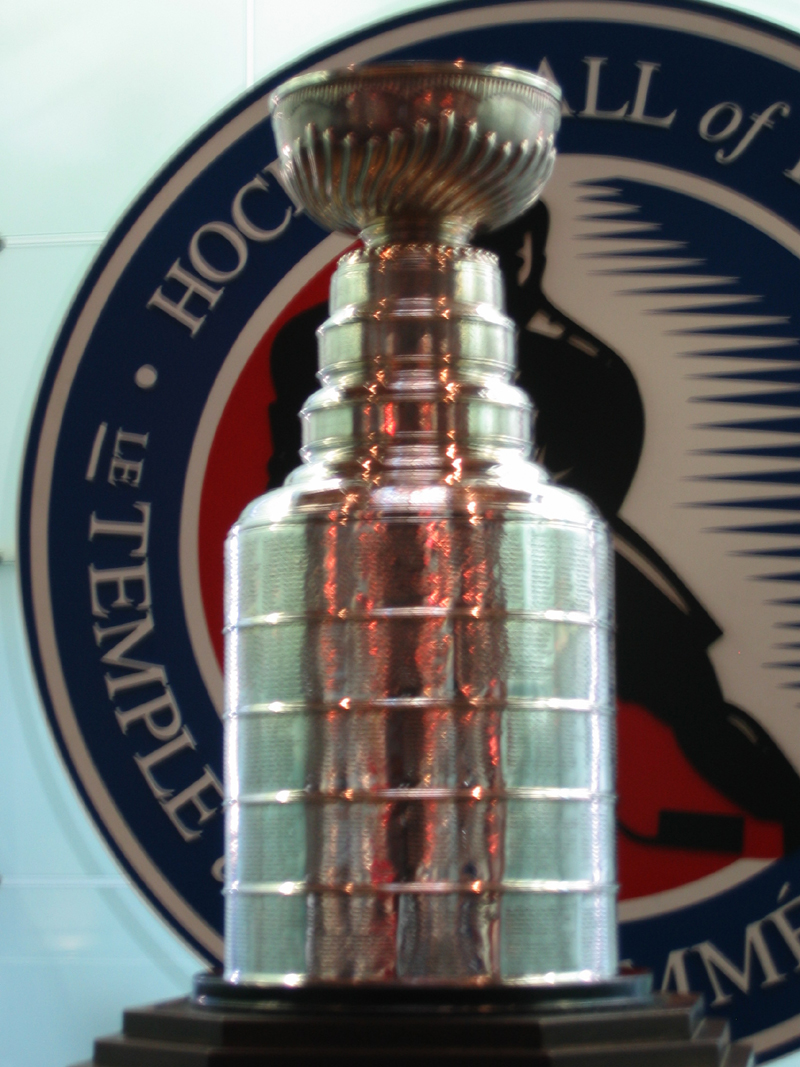
Il trofeo della Stanley Cup

Al termine della stagione regolare le migliori 12 squadre del campionato si sono qualificate per i playoff. I New York Islanders ottennero il miglior record della lega con 116 punti.

### Tabellone playoff
Nel turno preliminare le formazioni che non hanno vinto le rispettive division si affrontano al meglio delle tre gare per accedere ai quarti di finale. Le quattro formazioni qualificate affrontano nei quarti di finale le vincitrici delle division in una serie al meglio delle sette sfide seguendo il formato 2-2-1-1-1. Al termine del primo e del secondo turno gli accoppiamenti sono ristabiliti in base alla posizione ottenuta in stagione regolare, con la squadra migliore accoppiata con quella peggiore. Anche nei turni successivi si gioca al meglio delle sette sfide con il formato 2-2-1-1-1: la squadra migliore in stagione regolare avrebbe disputato in casa Gara-1 e 2, (se necessario anche Gara-5 e 7), mentre quella posizionata peggio avrebbe giocato nel proprio palazzetto Gara-3 e 4 (se necessario anche Gara-6).
|  | Turno preliminare | Turno preliminare   | Turno preliminare  |                     |                     | Quarti di finale    | Quarti di finale | Quarti di finale   |   |   | Semifinali         | Semifinali | Semifinali |  |   | Finale Stanley Cup | Finale Stanley Cup | Finale Stanley Cup |
|  |                   |                     |                    |                     |                     |                     |                  |                    |   |   |                    |            |            |  |   |                    |                    |                    |
|  |                   |                     |                    |                     |                     |                     |                  |                    |   |   |                    |            |            |  |   |                    |                    |                    |
|  |                   | 1                   | New York Islanders | 4                   |                     |                     |                  |                    |   |   |                    |            |            |  |   |                    |                    |                    |
|  |                   |                     |                    | 4                   |                     |                     |                  |                    |   |   |                    |            |            |  |   |                    |                    |                    |
|  |                   |                     | 11                 | Chicago Blackahwks  | 0                   |                     |                  |                    |   |   |                    |            |            |  |   |                    |                    |                    |
|  |                   |                     | 11                 | Chicago Blackahwks  | 0                   |                     |                  |                    |   |   |                    |            |            |  |   |                    |                    |                    |
|  |                   |                     |                    |                     |                     |                     |                  |                    |   |   |                    |            |            |  |   |                    |                    |                    |
|  |                   |                     |                    |                     |                     |                     |                  |                    |   |   |                    |            |            |  |   |                    |                    |                    |
|  |                   |                     |                    |                     |                     |                     | 1                | New York Islanders | 2 |   |                    |            |            |  |   |                    |                    |                    |
|  |                   |                     |                    |                     |                     |                     |                  |                    | 2 |   |                    |            |            |  |   |                    |                    |                    |
|  |                   | 5                   | New York Rangers   | 4                   |                     |                     |                  |                    |   |   |                    |            |            |  |   |                    |                    |                    |
|  | 4                 | 5                   | New York Rangers   | 4                   | Philadelphia Flyers | 2                   |                  |                    |   |   |                    |            |            |  |   |                    |                    |                    |
|  | 4                 |                     |                    |                     | Philadelphia Flyers | 2                   |                  |                    |   |   |                    |            |            |  |   |                    |                    |                    |
|  | 12                | Vancouver Canucks   | 1                  |                     |                     |                     |                  |                    |   |   |                    |            |            |  |   |                    |                    |                    |
|  | 12                | Vancouver Canucks   | 1                  |                     | 4                   | Philadelphia Flyers | 1                |                    |   |   |                    |            |            |  |   |                    |                    |                    |
|  |                   |                     |                    |                     | 4                   | Philadelphia Flyers | 1                |                    |   |   |                    |            |            |  |   |                    |                    |                    |
|  |                   |                     | 5                  | New York Rangers    | 4                   |                     |                  |                    |   |   |                    |            |            |  |   |                    |                    |                    |
|  | 5                 | New York Rangers    | 5                  | New York Rangers    | 4                   | 2                   |                  |                    |   |   |                    |            |            |  |   |                    |                    |                    |
|  | 5                 | New York Rangers    |                    |                     |                     | 2                   |                  |                    |   |   |                    |            |            |  |   |                    |                    |                    |
|  | 10                | Los Angeles Kings   | 0                  |                     |                     |                     |                  |                    |   |   |                    |            |            |  |   |                    |                    |                    |
|  | 10                | Los Angeles Kings   | 0                  |                     |                     |                     |                  |                    |   |   |                    |            |            |  | 5 | New York Rangers   | 1                  |                    |
|  |                   |                     |                    |                     |                     |                     |                  |                    |   |   |                    |            |            |  | 5 | New York Rangers   | 1                  |                    |
|  |                   | 2                   | Montreal Canadiens | 4                   |                     |                     |                  |                    |   |   |                    |            |            |  |   |                    |                    |                    |
|  |                   | 2                   | Montreal Canadiens | 4                   |                     |                     |                  |                    |   |   |                    |            |            |  |   |                    |                    |                    |
|  |                   |                     |                    |                     |                     |                     |                  |                    |   |   |                    |            |            |  |   |                    |                    |                    |
|  |                   |                     |                    |                     |                     |                     |                  |                    |   |   |                    |            |            |  |   |                    |                    |                    |
|  |                   | 2                   | Montreal Canadiens | 4                   |                     |                     |                  |                    |   |   |                    |            |            |  |   |                    |                    |                    |
|  |                   |                     |                    | 4                   |                     |                     |                  |                    |   |   |                    |            |            |  |   |                    |                    |                    |
|  |                   |                     | 9                  | Toronto Maple Leafs | 0                   |                     |                  |                    |   |   |                    |            |            |  |   |                    |                    |                    |
|  | 6                 | Atlanta Flames      | 9                  | Toronto Maple Leafs | 0                   | 0                   |                  |                    |   |   |                    |            |            |  |   |                    |                    |                    |
|  | 6                 | Atlanta Flames      |                    |                     |                     | 0                   |                  |                    |   |   |                    |            |            |  |   |                    |                    |                    |
|  | 9                 | Toronto Maple Leafs | 2                  |                     |                     |                     |                  |                    |   |   |                    |            |            |  |   |                    |                    |                    |
|  | 9                 | Toronto Maple Leafs | 2                  |                     |                     |                     |                  |                    |   | 2 | Montreal Canadiens | 4          |            |  |   |                    |                    |                    |
|  |                   |                     |                    |                     |                     |                     |                  |                    |   | 2 | Montreal Canadiens | 4          |            |  |   |                    |                    |                    |
|  |                   | 3                   | Boston Bruins      | 3                   |                     |                     |                  |                    |   |   |                    |            |            |  |   |                    |                    |                    |
|  |                   | 3                   | Boston Bruins      | 3                   |                     |                     |                  |                    |   |   |                    |            |            |  |   |                    |                    |                    |
|  |                   |                     |                    |                     |                     |                     |                  |                    |   |   |                    |            |            |  |   |                    |                    |                    |
|  |                   |                     |                    |                     |                     |                     |                  |                    |   |   |                    |            |            |  |   |                    |                    |                    |
|  |                   | 3                   | Boston Bruins      | 4                   |                     |                     |                  |                    |   |   |                    |            |            |  |   |                    |                    |                    |
|  |                   |                     |                    | 4                   |                     |                     |                  |                    |   |   |                    |            |            |  |   |                    |                    |                    |
|  |                   |                     | 8                  | Pittsburgh Penguins | 0                   |                     |                  |                    |   |   |                    |            |            |  |   |                    |                    |                    |
|  | 7                 | Buffalo Sabres      | 8                  | Pittsburgh Penguins | 0                   | 1                   |                  |                    |   |   |                    |            |            |  |   |                    |                    |                    |
|  | 7                 | Buffalo Sabres      |                    |                     |                     | 1                   |                  |                    |   |   |                    |            |            |  |   |                    |                    |                    |
|  | 8                 | Pittsburgh Penguins | 2                  |                     |                     |                     |                  |                    |   |   |                    |            |            |  |   |                    |                    |                    |

### Stanley Cup
La finale della Stanley Cup 1979 è stata una serie al meglio delle sette gare che ha determinato il campione della National Hockey League per la stagione 1978-79. I Montreal Canadiens hanno sconfitto i New York Rangers in cinque partite e si sono aggiudicati la quarta Stanley Cup consecutiva, la ventiduesima della loro storia.

## Premi NHL
- Stanley Cup: Montreal Canadiens
- Prince of Wales Trophy: Montreal Canadiens
- Clarence S. Campbell Bowl: New York Islanders
- Art Ross Trophy: Bryan Trottier (New York Islanders)
- Bill Masterton Memorial Trophy: Serge Savard (Montreal Canadiens)
- Calder Memorial Trophy: Bobby Smith (Minnesota North Stars)
- Conn Smythe Trophy: Bob Gainey (Montreal Canadiens)
- Frank J. Selke Trophy: Bob Gainey (Montreal Canadiens)
- Hart Memorial Trophy: Bryan Trottier (New York Islanders)
- Jack Adams Award: Al Arbour (New York Islanders)
- James Norris Memorial Trophy: Denis Potvin (New York Islanders)
- Lady Byng Memorial Trophy: Bob MacMillan (Atlanta Flames)
- Lester B. Pearson Award: Marcel Dionne (Los Angeles Kings)
- Lester Patrick Trophy: Bobby Orr
- Vezina Trophy: Ken Dryden e Michel Larocque (Montreal Canadiens)

### NHL All-Star Team
First All-Star Team
- Attaccanti: Clark Gillies • Bryan Trottier • Guy Lafleur
- Difensori: Larry Robinson • Denis Potvin
- Portiere: Ken Dryden

Second All-Star Team
- Attaccanti: Bill Barber • Marcel Dionne • Mike Bossy
- Difensori: Börje Salming • Serge Savard
- Portiere: Chico Resch